# Disszociatív identitás
A disszociatív identitás vagy többszörös személyiség zavara a disszociatív kórképek csoportjába tartozó mentális zavar, melynek meghatározó jellemzője, hogy az egyénnek két vagy (az esetek felében) több elkülönült személyisége van saját névvel, emlékezetkieséssel vagy a nélkül, melyek között kisebb-nagyobb mértékű átjárás lehetséges. Megnyilvánulhat olyan formában, hogy a különböző személyiségek nem tudnak egymás létezéséről, de lehet, hogy az egyik tudja a másik vagy többi személyiség létezését, azonban a másik vagy a többi nem tud az egyikről. Esetleg több személyiség is tudhat a valamelyik többi személyiség létezéséről, de nem az összesről és így tovább.
A disszociatív személyiségzavart gyakran összekeverik a skizofréniával vagy a tudathasadás formáival. A betegség velejárója, tünete lehet a fejfájás, az emlékezetkiesés. Ez a zavar nagyon ritkán gyógyítható gyógyszerek segítségével, inkább csak elnyomják a nem kívánt személyiségeket. Lehetőleg az összes személyiséget lelki kezeléssel összeolvasztják (integrálják). A kezelés hosszú és bonyolult, a személyiségek nem mindig egyesíthetők; ekkor egyensúlyos kapcsolatot igyekeznek elérni.

## Epidemiológia
Európában nagyon ritkának tartják, az USA-ban előfordulását 2,5%-ra teszik. A betegek között több a nő. Vitatott, hogy Európában aluldiagnosztizált, vagy az Egyesült Államokban kórismézik túl gyakran.
A többségnél átlagosan 10 éves kor előtt alakul ki a multiplex zavar, hiszen ilyen korban még nem teljesen tiszták a személyiségjegyek, így ekkor még könnyen változhatnak. Természetesen ez nem azt jelenti, hogy idősebbeknél nem fejlődhet ki.
Veszélyei az öngyilkosság, a kábítószerfogyasztás és az alkoholizmus.

## Tünetek
Hasonlítanak a szorongásra, személyiséghasadásra, kedélybetegségre, idegrohamra (pánik), fóbiákra, étkezési gondokra, poszttraumás stresszre (baj rémképe), belgyógyászati gondot utánzó (szomatikus) testi bajokra, erős szétszórtságra. Különböző panaszok különböző időkben. Belső társalgás a váltakozó személyiségek közt (hallucinálás/képzelt hang). A teljesítés hullámzik jótól a tehetetlenig. Fájhat a fej és más testrész. Időzavar, feledés (amnézia), önkívület (nem énség). Önmaga mássá válik, kívülről lát rá.

## Kórtan
Gyermekkorban kezdődhet, a kórelőzményben gyakran szerepel kisgyermekkori súlyos traumatizáló (lelki sebző) élmény, családi, szexuális vagy egyéb visszaélés. Olyan hatalmas traumák idézik elő, amelyeket a személy, aki a szörnyűségeket átélte, nem tud feldolgozni, sem pedig elfogadni. Lehet ez családon belüli bántalmazás, nemi erőszak, erőszakkal való fenyítés. Ez akár megfelelhet egy bizonyos „idegösszeomlásnak” is. Egy ilyen nagymértékű lelki sokk után az illető tudat alatt létrehoz egy olyan világot, amelyet elfogad, és ami nem emlékezteti az előtte történtekre. Elmenekül, és ezzel létrehoz egy másik személyiséget, ami teljesen megváltozik. Emellett megmarad a régi énje is, de hol az egyik, hol a másik kerül a felszínre.

## Jellemzése
Az általános eset az, hogy az egyik személyiség tisztában van a másik jelenlétével, ismeri, és ezzel együtt tud élni. A másik kialakult személyiségnek a legtöbb esetben teljesen mások a  személyiségjegyei is. Sokszor „csak” két személyiség van jelen, de előfordulhat bármennyi, akár még százan is lehetnek. A betegek felénél tíz fölötti a számuk. Hogy valaki hány alszemélyiséget alkot magának, főként az elszenvedett trauma nagyságától és gyakoriságától, illetve a személy életkorától és sérülékenységétől függ. Az alszemélyiségek lehetnek különböző neműek, bőrszínűek (vegyes leszármazás) és különbözhet az életkoruk is. Tudomásul veszik, hogy ezek a tulajdonságok adottak, de ragaszkodnak az önmagukról alkotott képhez.
Minél több személyre hullik szét valaki, annál nagyobb az esély, hogy ezek nem tudnak egymás létezéséről, így tehát a betegségükről sem. A tudomány számára talán az a legérdekesebb, hogy a többszemélyűség hatására éles pszichológiai és fiziológiai különbségek is felléphetnek. Mindegyik személyiségnek külön neve és kora van, sőt arckifejezésük, vagy betegségeik; művészi hajlam vagy nyelvtudás mutatkozik az egyik személyiségben, míg a többiben nyoma sincs. Néha másként képzelik el a hajuk, szemük színét; meglepődnek, ha tükörbe néznek, vagy a nyilvánvaló tények ellenére azt állítják, hogy a szem- és hajszínüknek ilyennek kell(ene) lennie. A betegségekkel is hasonló lehet a helyzet.
Az is érdekes és eddig még megmagyarázhatatlan kísérője a betegségnek, hogy előfordulhat, hogy az egyik személyiség mindenre emlékszik, még arra is, amit egy másik személyiségként követett el, míg a másik viszont csak azokra, melyeket ebben az állapotában tett. Sőt, megtörténhet az is, hogy az egyik személy jobb kézzel ír, míg a másik ballal. Arra is volt példa, hogy az egyik személyiségnek kétszer annyi volt az intelligenciahányadosa, mint a másiknak.
Más lehet az alszemélyiségek kézírása, és lehetnek akár balkezesek is, amikor a magszemélyiség jobbkezes. Még a vérnyomásuk és agyi elektromos tevékenységük is különbözhet. Némelyiküknek van neve, másoknak nincs. A tipikus személyiségváltozatok, amelyek előfordulnak egy többszörös személyiségnél: a depressziós; az önsorsrontó, szuicid; az erős és agresszív védelmező; a segítő; a kimerült házigazda; a halálra rémült gyerek; és végül egy keserű, belső ügyész, aki egy vagy több alszemélyiséget vádol az elszenvedett abúzusokért. Két személyiség esetén a legáltalánosabb az egymástól teljesen eltérő tulajdonságokkal bíró tulajdonosok.
A vizsgálatok során hipnózis segítségével lehetett a személyiségeket egymásba átváltani.

## További irodalom
- Gábor Áron: Embertől keletre  ISBN 9637845720
- MSD Orvosi kézikönyv a családban Merck (Melania Kiadó 1999.)
- Ronald J. Comer - A lélek betegségei (Osiris  kiadó)